# Tim und die Alpha-Kunst
Tim und die Alpha-Kunst (französischer Originaltitel: Tintin et l’Alph-Art) ist das letzte und unvollendet gebliebene Comicalbum aus der Reihe Tim und Struppi, an dem der belgische Autor Hergé bis zu seinem Tod 1983 gearbeitet hat. Die Schwarzweißskizzen erschienen erstmals 1986 bei Casterman in Zusammenarbeit mit der Hergé-Stiftung.

## Handlung
Ein Alptraum plagt Kapitän Haddock, in dem er von der Opernsängerin Bianca Castafiore in Vogelgestalt angegriffen wird, weil er keinen Loch-Lomond-Whisky mehr trinken will. Tim weckt den schreienden Haddock aus seinem Traum. Kurz danach ruft Castafiore tatsächlich in Schloss Mühlenhof an und erzählt, dass sie gerade in Belgien angekommen sei und gerne den Kapitän treffen würde. Des Weiteren schwärmt sie von ihrem neuen spirituellen Lehrer, dem „Magier“ Endaddin Akass. Etwas später am Vormittag schlendert Haddock durch Brüssel, flüchtet dann aber vor der zufällig auftauchenden Castafiore in die Kunstgalerie Fourcart. Da die Sängerin auch hier eintritt, muss er sich in einen Nebenraum zurückziehen, in dem er eine Bekanntschaft mit Ramo Nash schließt, dem Erfinder der „Alpha-Kunst“. Bald finden sich auch Castafiore und der Kunstexperte Fourcart zum Gespräch mit Nash und Haddock ein. Schließlich wird Haddock dazu gedrängt, eines der Plexiglaskunstwerke von Nash zu kaufen, welches den Buchstaben H darstellt.
Schlecht gelaunt kehrt Haddock am Abend nach Schloss Mühlenhof zurück, wo er auf Professor Bienlein sowie die Detektive Schulze und Schultze trifft, die sein neues Kunstwerk offenbar nicht zu schätzen wissen. Tim wird inzwischen von dem Kunstexperten Fourcart angerufen, der einen Gesprächstermin für den folgenden Tag ausmacht.
Am nächsten Morgen lesen Tim und Haddock in der Zeitung, dass Fourcart bei einem Autounfall ums Leben gekommen ist – schon der zweite unerwartete Tod eines internationalen Kunstexperten innerhalb kurzer Zeit! Tim beginnt nachzuforschen und befragt als erstes Fourcarts Assistentin Martina Vandersand. Er merkt nicht, dass das Gespräch heimlich mit einem Tonbandgerät aufgezeichnet wird. Anschließend in der Autowerkstatt, die Fourcart besucht hatte, ergeben sich keine Hinweise auf einen möglichen Defekt an dessen Auto. Tim fährt nun auf seinem Motorrad zur Unfallstelle, zunächst unbemerkt von einem schwarzen Mercedes verfolgt. Das ausgebrannte Autowrack Fourcarts liegt noch in einem Bachbett. Eine genaue Untersuchung lässt Tim zu dem Schluss kommen, dass es kein Unfall war und der Kunstexperte wahrscheinlich ermordet wurde. Seinen Verfolgern misslingt es, ihn zu überfahren, worauf diese flüchten.
Einen Tag darauf beschuldigt Tim in der Kunstgalerie Martina Vandersand, eine Komplizin der Attentäter zu sein, da sie die einzige war, die von Tims Besuch der Unfallstelle wusste. Ihr Tränenausbruch überzeugt ihn aber von ihrer Unschuld. Er befragt weitere Verdächtige in der Galerie, ohne klares Ergebnis. Am Abend besucht er mit Haddock eine Veranstaltung des spirituellen „Magiers“ Endaddin Akass, da ihm an diesem ein ungewöhnliches Schmuckstück aufgefallen ist, wie es auch Martina Vandersand trägt. Anwesend sind außerdem Schulze und Schultze, Martina Vandersand und ein alter Bekannter aus der Geschichte Das Geheimnis der Einhorn, Herr Sakharin. Akass beginnt eine Zeremonie mit Ausrufen der heiligen Silbe Om, Heilung durch „magnetische Energie“ und Handauflegen. Tim kommt seine Stimme merkwürdig bekannt vor. Nach der Veranstaltung setzen Tim und Haddock Martina zu Hause ab. Allerdings verrät Tim ihr, noch bald in einer alten Fabrik nahe Mühlenhof einen Informanten treffen zu wollen. Das Treffen in der Nacht endet mit einem weiteren Anschlag auf Tims Leben, der bewusstlos geschlagen wird und erst am nächsten Tag im Krankenhaus zu sich kommt. Er erklärt Haddock, dass Akass vermutlich durch ein Abhörmikrofon in Martinas Schmuckstück seine Pläne ausspioniert hat. Nach weiteren Nachforschungen in der Galerie Fourcart misslingt nochmals ein Mordanschlag auf Tim durch die Fahrer des schwarzen Mercedes. Daraufhin entschließen sich er und Haddock, nach Ischia zu reisen, wo der von ihnen verdächtigte Akass eine Villa besitzt.
Auf Ischia werden sie bald nach ihrer Ankunft von Bianca Castafiore in die Villa von Akass eingeladen, der sich allerdings in Rom aufhält. In der Villa treffen sie den Künstler Ramo Nash und einige Bekannte von früheren Abenteuern, wie den Emir Ben Kalisch Ezab, die korrupten Industriellen Mr. Gibbons (Der Blaue Lotos) und Mr. Chicklet (Der Arumbaya-Fetisch). Auf Castafiores Bitten bleiben sie über Nacht. Tim erwacht mitten in der Nacht durch Geräusche. Er beobachtet Männer, die Bilder in einen Transporter verladen. In einem großen Saal des Gebäudes entdeckt er viele Gemälde berühmter Maler, darunter Modigliani, Léger, Renoir, Picasso, Gauguin und Monet, die jedoch alle Fälschungen sind, wie die frische Farbe bei manchen beweist. Er wird von Endaddin Akass ertappt, der ihm eröffnet, dass er die Alpha-Kunst von Ramo Nash nur als Tarnung für die Kunstwelt benützt, um seine großangelegten Fälschungen auf den Markt zu bringen. Die beiden Kunstexperten Monastir und Fourcart auszuschalten war notwendig, weil sie ihm auf die Schliche gekommen waren. Da Tim schon zu viel weiß, muss er ebenfalls sterben: Akass plant, ihn in Polyester einzugießen, so in eine vom Künstler Cäsar signierte Statue zu verwandeln und an einen reichen Sammler zu verkaufen. Zunächst wird Tim in einer Zelle eingesperrt, kann aber Struppi durch das Fenster eine Nachricht für Haddock zuwerfen. Am nächsten Morgen wird er von einem Wächter aus der Zelle geführt mit den Worten: „Los, aufstehen! Vorwärts! Jetzt wirst du in ein Kunstwerk von Cäsar verwandelt!“ Damit endet das Skizzenszenario von Hergé auf Seite 42.

## Hintergrund
Seit den 1960ern interessierte sich Hergé zunehmend für moderne Kunst. Er besuchte oft Galerien, sammelte selber gerne Kunstwerke und wollte diese Neigung schließlich in Tim und die Alpha-Kunst verarbeiten. Eine Inspiration für die Geschichte war die Kunstfälschungsaffäre um Elmyr de Hory und Fernand Legros. Das Motiv der Kunstfälschung, die allerdings mit einer Art 3D-Drucker durchgeführt wird, findet sich schon in Tim und der Haifischsee (1972). Hergé plante, dass der New-Age-Guru Endaddin Akass sich schließlich als Tims alter Widersacher Rastapopoulos herausstellen sollte.
Nach Hergés Tod im März 1983 zeigte sein Mitarbeiter Bob De Moor Interesse daran, die Geschichte zu vollenden, und wurde zunächst auch von Hergés Witwe Fanny unterstützt. Da Hergé aber verfügt hatte, dass kein anderer Zeichner sein Werk als Comiczeichner weiterführen sollte, sprach sich neben anderen sein Biograph Benoît Peeters dagegen aus. Schließlich änderte Fanny Remi ihre Meinung, und Tim und die Alpha-Kunst abzuschließen wurde aufgegeben.
Trotz seiner Unvollständigkeit wurde der Band von der Kritik positiv aufgenommen. Die Zeichnungen seien im Gegensatz zu den vorhergehenden Bänden wieder deutlich lebendiger und die Geschichte spannender geworden. Während Hergé im vorigen Band noch bestritten hatte, die Reihe einzustellen, war für ihn nun klar, dass dies der letzte Band werden würde. Deshalb sollten in dem Band möglichst viele Figuren aus den vorherigen Bänden auftauchen. Hergé wusste bis zu seinem Tode selbst nicht, wie die Geschichte enden würde; er entwickelte sie von Seite zu Seite weiter, wie schon zu Beginn seines Schaffens im Le Petit Vingtième.

## Veröffentlichungsgeschichte
1986 erschien die erste französische Ausgabe Tintin et l'Alph-Art bei Casterman, die 42 durchlaufend nummerierte Seiten der Bleistiftskizzen von Hergé umfasst. Allerdings sind nur drei Seiten so detailliert ausgeführt, dass es möglich gewesen wäre, richtige Albumseiten zu zeichnen. Diese Version wurde 1989 bei Carlsen mit separater deutscher Übersetzung der Dialoge veröffentlicht. Die englische Ausgabe Tintin and Alph-Art und anderssprachige Versionen folgen demselben Schema. 2004 brachte Casterman eine erweiterte Neuausgabe mit neun zusätzlichen Seiten heraus, die Hintergründe und Fortgang der Geschichte weiter erhellen. Die entsprechende deutsche Fassung des Carlsen-Verlags vom selben Jahr enthält die fortlaufenden Originalseiten und die Zusatzseiten, wobei die deutsche Übersetzung jeweils daneben abgedruckt wurde. Dasselbe Layout wird beispielsweise auch bei der englischen Version verwendet.

## Nicht autorisierte Versionen
Eine Reihe von Comiczeichnern hat versucht, Tim und die Alpha-Kunst zu vollenden. So wurde 1988 eine erste nicht autorisierte Version unter dem Pseudonym Ramo Nash veröffentlicht, der 1991 die Fassung des kanadischen Zeichners Yves Rodier folgte, welcher für zahlreiche Pastiches von Tim und Struppi bekannt ist. Diese Geschichte wurde ursprünglich nur in Schwarzweiß gezeichnet, ist inzwischen aber auch als Farbversion in deutschen und englischen Übersetzungen erhältlich. Bis auf die ersten, noch von Hergés Studio gestalteten Seiten erreichen Rodiers Zeichnungen selten die gewohnte Qualität anderer Tim und Struppi-Abenteuer; zudem sind die letzten zwanzig Seiten des Albums weitgehend von Rodier erfunden.